# Charagauli
Charagauli (gruzínsky: ხარაგაული), za sovětské éry Ordžonikidze, je administrativním střediskem okresu Charagauli v kraji Imeretie v Gruzii. Leží na obou březích řeky Čcherimely, v úzké a hluboké soutěsce, 280–400 m nad mořem.

## Historie
Charagauli bylo založeno jako železniční stanice v 70. letech 19. století, když byla budována trať Poti - Tbilisi. Zprvu mělo funkci administrativní, později i ekonomickou. V letech 1949–1989 bylo přejmenováno na Ordžonikidze podle člena politbyra SSSR Ordžonikidze. Gruzínský "král básníků" Galaction Tabidze věnoval Charagauli báseň.

## Západní přístup
Úchvatný je západní přístup soutěskou řeky Čcherimely. Turistickou atrakcí jsou dvě velké jeskyně na pravém břehu vytvářející přirozené sídlo paleolitického člověka období mladého paleolitu.

## Zřícenina pevnosti
Nedaleko proti proudu řeky Čcherimely se nachází ruiny středověké pevnosti, nazývané pevnost Chandi, či pevnost Charagauli.
V této pevnosti se ženil král Vachhtang VI (1675–1737).